# Kaniyanapura, Gundlupet
Kaniyanapura là một làng thuộc tehsil Gundlupet, huyện Chamarajanagar, bang Karnataka, Ấn Độ.